# Asplenium campos-portoi
Asplenium campos-portoi là một loài dương xỉ trong họ Aspleniaceae. Loài này được Brade mô tả khoa học đầu tiên năm 1940.
Danh pháp khoa học của loài này chưa được làm sáng tỏ. 